# Rògas
Rògas (en francès Rogues) és un municipi francès situat al departament del Gard i a la regió d'Occitània.